# Scutul preocular

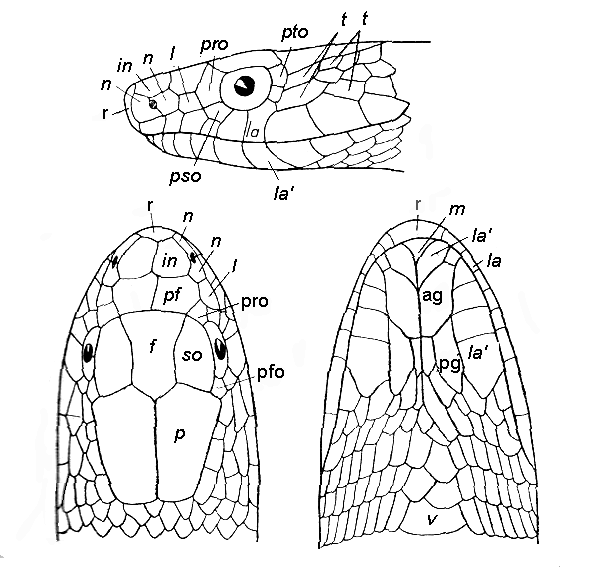
Terminologia scuturilor capului la șarpele Coluber ventromaculatus (după Malcolm A. Smith, 1943). Sus – aspect lateral, jos, în stânga – aspect dorsal, jos, în dreapta - aspect ventral
ag – Inframaxilar anterior,
f – Frontal,
in – Internazal,
l – Loreal,
la – Supralabial,
la' – Sublabial,
m – Mental,
n – Nazal,
p – Parietal,
pf – Prefrontal,
pg – Inframaxilar posterior,
pro – Preocular,
pso – Subocular,
pto – Postocular,
r – Rostral,
so – Supraocular,
t – Temporal,
v – Primul ventral

Scuturile preoculare sau preocularele (Scuta praeocularia) numite și scuturi preorbitale, sunt solzi situați simetric pe laturile capului la șerpi și care mărginesc partea anterioară a ochiului. În partea superioară, preocularul este în contact cu marginea anterioară a scutului supraocular și/sau cu scutul prefrontal, excepțional cu scutul frontal. În partea inferioară, preocularul se află în contact cu partea superioară a scuturilor supralabiale și, eventual, cu un scut subocular. Anterior, preocularul poate fi în contact cu scutul loreal când acesta există sau cu scutul nazal în absența lorealului. Pe fiecare latură a capului există unul sau două preoculare (rar mai multe preoculare), dispuse unul sub altul, care sunt posterior în contact cu ochii și anterior cu scutul nazal sau scutul loreal. 